# Chesneya kotschyi
Chesneya kotschyi är en ärtväxtart som beskrevs av Pierre Edmond Boissier. Chesneya kotschyi ingår i släktet Chesneya och familjen ärtväxter. Inga underarter finns listade i Catalogue of Life.